# Typosyllis aciculigrossa
Typosyllis aciculigrossa är en ringmaskart som först beskrevs av San Martin 1990.  Typosyllis aciculigrossa ingår i släktet Typosyllis och familjen Syllidae. Inga underarter finns listade i Catalogue of Life.